# دکتر (فیلم ۱۹۹۱)
دکتر (انگلیسی: The Doctor) یک فیلم سینمایی آمریکایی در ژانر فیلم درام محصول سال ۱۹۹۱ میلادی است.

## بازیگران
- ویلیام هرت
- کریستین لاتی
- مندی پتینکین
- الیزابت پرکینز
- آدام آرکین
- وندی کروسون
- بیل میسی
- جی ای فریمن